# Gare de Verkhivtseve
La gare de Verkhivtseve (en ukrainien : Верхівцеве (станція)) est une gare ferroviaire ukrainienne située sur le territoire de l'oblast de Dnipropetrovsk.

## Situation ferroviaire
Gare d'importance au croisement de trois lignes : vers la gare centrale de Kryvyï Rih, vers Zaporijia.

## Histoire
La gare est construite pour la ligne du chemin de fer de Catherine.

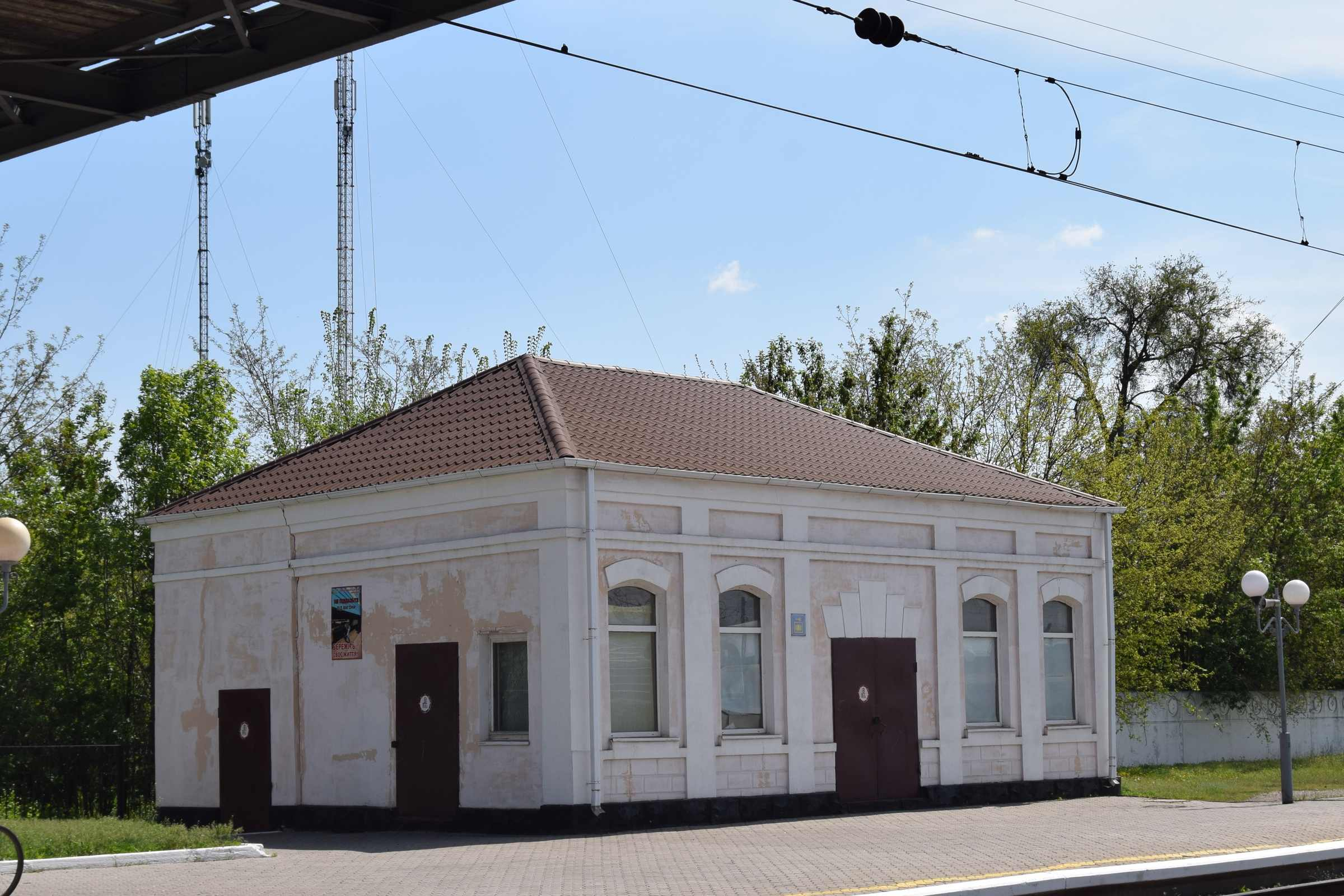
Bâtiment des bagages Registre national des monuments immeubles d'Ukraine
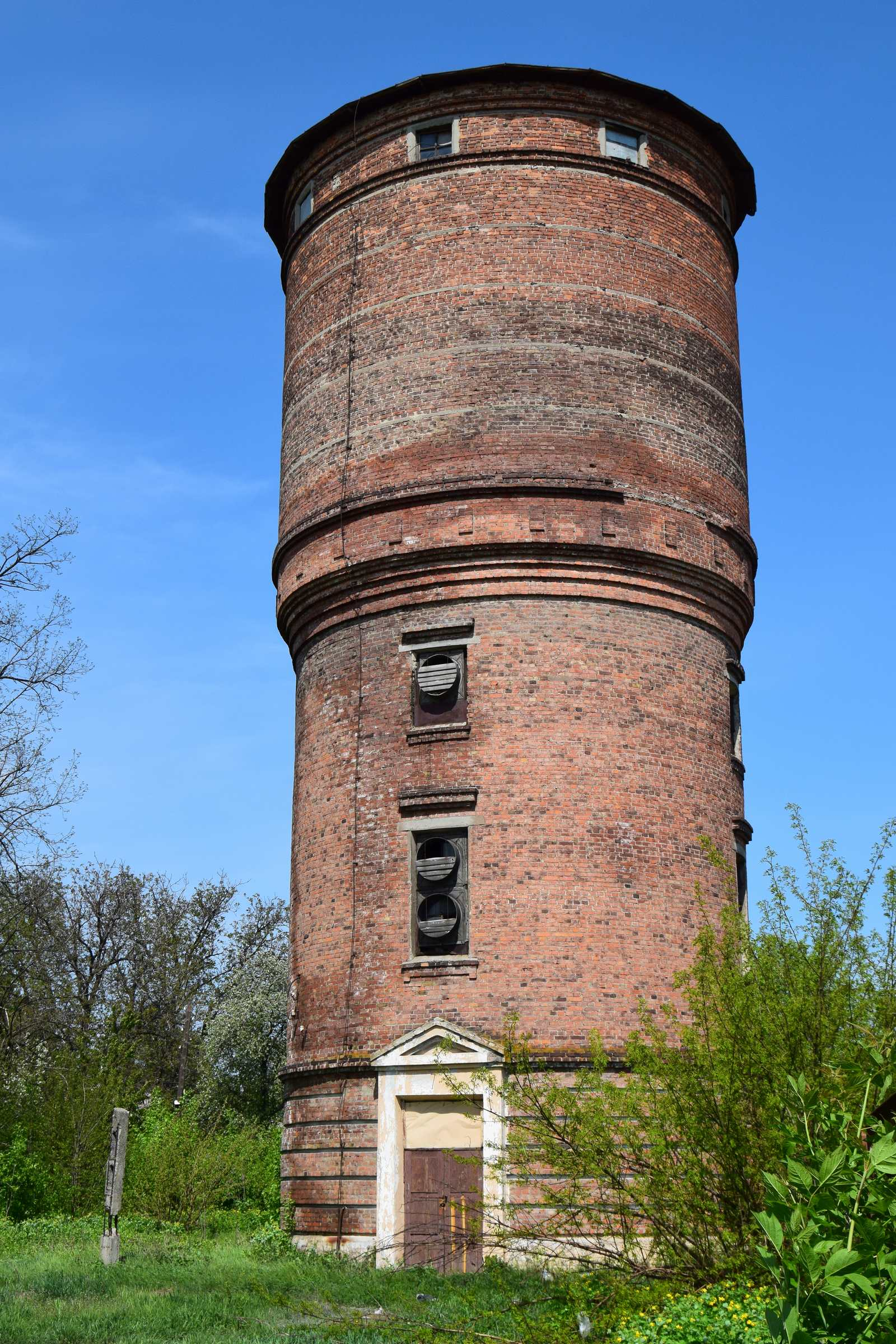
Son château d'eau Registre national des monuments immeubles d'Ukraine[3].
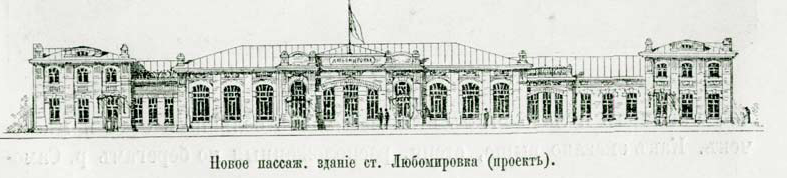
Bâtiment historique.

### Intermodalité

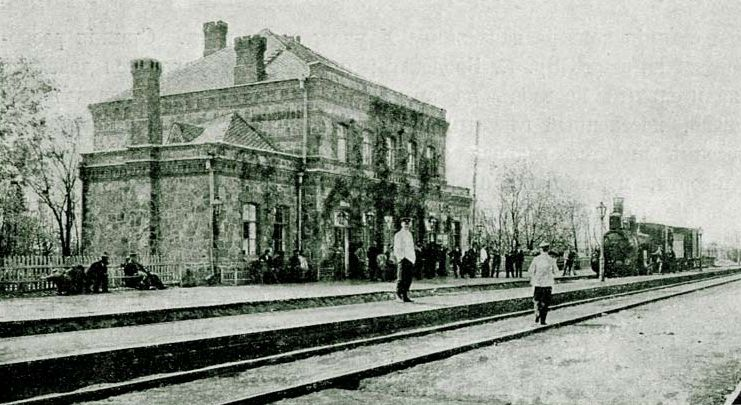
Le bâtiment Registre national des monuments immeubles d'Ukraine et les voies.